# Le Lonzac
Le Lonzac är en kommun i departementet Corrèze i regionen Nouvelle-Aquitaine i de centrala delarna av Frankrike. Kommunen ligger  i kantonen Treignac som tillhör arrondissementet Tulle. År 2022 hade Le Lonzac 819 invånare.

## Befolkningsutveckling
Antalet invånare i kommunen Le Lonzac
Referens:INSEE